# Теорема Ельмслева о серединах

Зелёные точки являются серединами соответствующих красных точек.

Теорема Ельмслева о серединах — классическая теорема абсолютной геометрии.
Названа в честь Иоганнеса Ельмслева.
Часто приводится как иллюстрация к теореме Шаля.

## Формулировка
Если точки {\displaystyle A,B,C,\dots } на прямой переводятся движением в точки {\displaystyle A',B',C',\dots }, то середины отрезков {\displaystyle AA',BB',CC',\dots } лежат на одной прямой.

## О доказательстве
Можно считать, что отображение {\displaystyle m\colon A\mapsto A'} меняет ориентацию;
если нет то возьмём его композицию с осевой симметрией во второй прямой.
Тогда, по теореме Шаля {\displaystyle m} является скользящей симметрией.
Отсюда немедленно следует, что все середины лежат на оси скользящей симметрии.